# Podolszyce
Podolszyce – część miasta Płock. 
Przed przyłączeniem do Płocka na tym obszarze była wieś Podolszyce. Wieś duchowna położona była w drugiej połowie XVI wieku w powiecie płockim  województwa płockiego. W 1785 roku wchodziły w skład klucza boryszewskiego biskupstwa płockiego. 
Podolszyce włączono do Płocka 1 grudnia 1981 r.

## Opis dzielnicy
Położona jest po obu stronach ulicy Wyszogrodzkiej (głównej trasy wylotowej z miasta w kierunku Warszawy – droga krajowa nr 62). 
Pierwsze bloki zostały zasiedlone przez mieszkańców Radziwia, którzy stracili swoje domy w wyniku powodzi.
Podolszyce były typową sypialnią miasta, lecz w ostatnich latach stały się również dzielnicą handlową. Wybudowano wiele obiektów usługowych, znajdują się tu:
- Kino Helios – 5 sal
- Biurowiec PERN-u
- Liczne sklepy (m.in. OBI, Lidl, Auchan, Delikatesy Centrum (2), PSS Zgoda (5), Eurospar (2), Agata Meble, Biedronka (2))
- Pływalnia miejska Podolanka
- Centra handlowe i rozrywkowe Galeria Wisła i Galeria Mazovia

Na Podolszycach jest Pasaż Paderewskiego – deptak przecinający całą dzielnicę.
Administracyjnie dzielnica składa się z: Podolszyc Północnych, Podolszyc Południowych i Zielonego Jaru. Powierzchnia Podolszyc wynosi 6,52 km².
W Podolszycach urodził się ks. Stefan Niedzielak oraz Marcin Kacprzak.

## Ludność
| Rok     | 2000   | 2004   | 2005   | 2006   | 2013   |
| Ludność | 16 111 | 21 610 | 21 640 | 22 341 | 26 105 |

Gęstość zaludnienia wynosiła w 2006 roku 3427 os./km².